# 盖斯马尔
盖斯马尔（德語：Geismar）是德国图林根州的市镇，隶属于艾希斯费尔德县。总面积为19.44平方千米，截至2023年12月31日总人口为1,076人。